# 梅切尔·塞德尼奥
梅切尔·塞德尼奥（英語：Machel Cedenio，1995年9月6日—），特立尼达和多巴哥男子田径运动员，2015年世界田径锦标赛男子4×400米接力银牌得主、2017年世界田径锦标赛男子4×400米接力金牌得主。